# رفيق صايفي
رفيق صايفي هو لاعب كرة قدم جزائري، ولد في 07 فبراير 1975 بالجزائر العاصمة. كما يعد من أبرز لاعبي المنتخب الجزائري، وكان يلعب لصالح نادي أميان الفرنسي.

## المنتخب
شارك صايفي أول مرة مع المنتخب الوطني الجزائري في 05 يونيو 1995 ضمن التشكيلة التي واجهت منتخب بلغاريا ، وسجل أول هدف له في 28 فبراير 1999 في المباراة التي جمعت المنتخبين الجزائري والليبيري. شارك مع المنتخب الوطني الجزائري في 64 مباراة وسجل 19 هدفًا لحد الآن.
ويعتبر من أكثر لاعبي الفريق الوطني الجزائري مشاركة في جميع المناسبات، كما أنه اعتزل كرة القدم سنة 2010 .

## الإنجازات

### مع الأندية
- بطولة الدوري الجزائري مع نادي مولودية الجزائر سنة 1999.

### فردية
- جائزة الكرة الذهبية الجزائرية  سنة 2008.

## روابط خارجية
- رفيق صايفي على موقع الاتحاد الدولي (مؤرشف)  (الإنجليزية)
- رفيق صايفي على موقع رابطة كرة القدم الفرنسية للمحترفين (الإنجليزية)
- رفيق صايفي على موقع قاعدة بيانات كرة القدم.إي يو (الإنجليزية)
- رفيق صايفي على موقع ليكيب (الفرنسية)
- رفيق صايفي على موقع ناشيونال فوتبول تيمز (الإنجليزية)
- رفيق صايفي على موقع عالم كرة القدم.نت (الإنجليزية)
- رفيق صايفي على موقع كووورة
- رفيق صايفي على موقع AS.com (الإسبانية)